# Enclos paroissial

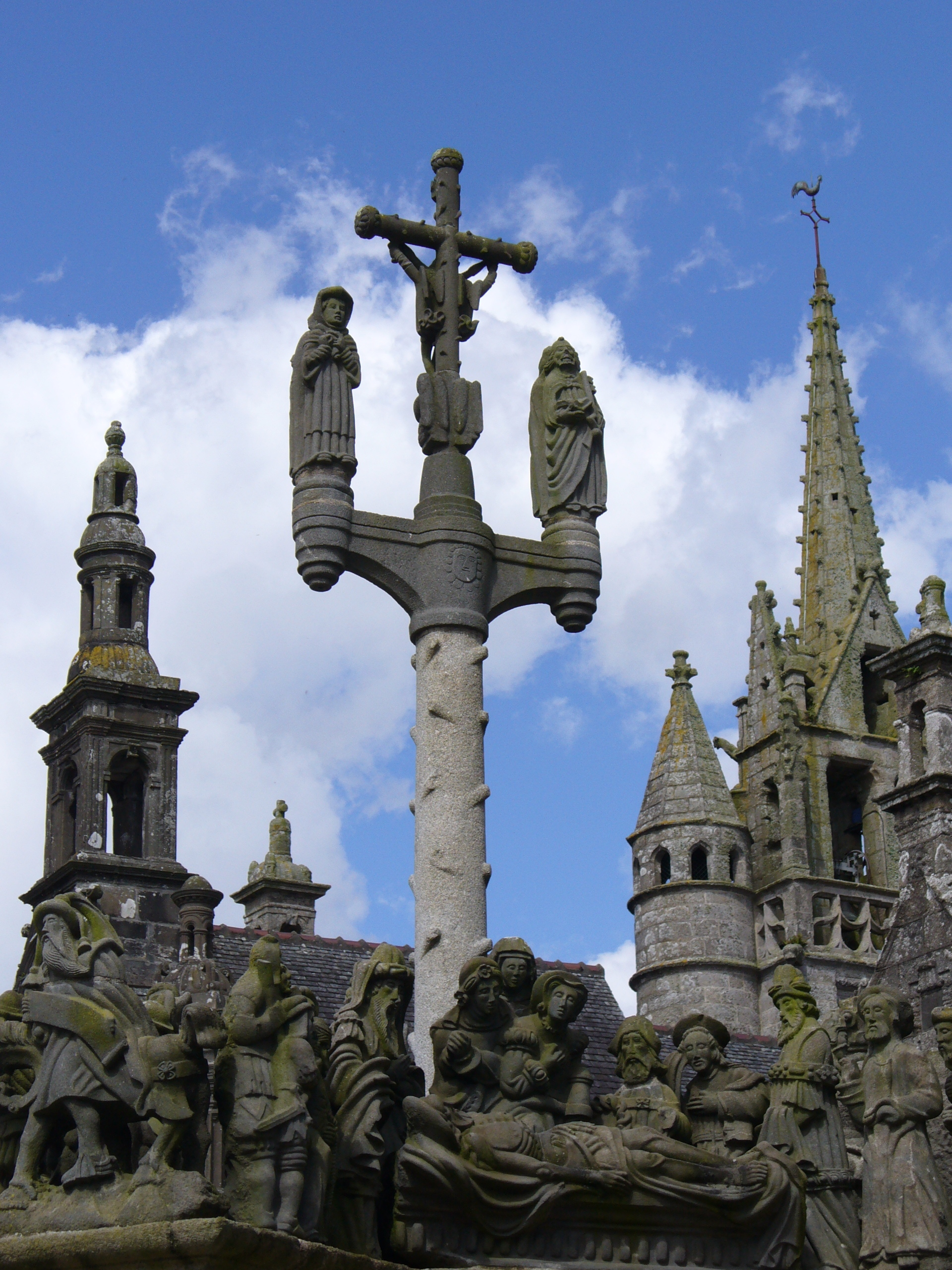
Kalvárie v Guimiliau (asi 1581–1588)

Enclos paroissial (česky farní ohrada, farní dvorec) je architektonický prvek typický pro Bretaň.
Jde o zdí obehnané kostely s triumfálním vchodem na hřbitov, kalvárií a kostnicí budované v rozmezí 14.–17. století.
Farní dvorce jsou jedinečnou ukázkou bretaňského lidového sochařství a také bretaňského přístupu ke katolické víře. Byly budovány na důkaz poctivé víry v Boha a také v touze vesničanů předčit krásou budovaného sousední ves.

## Farní dvorce

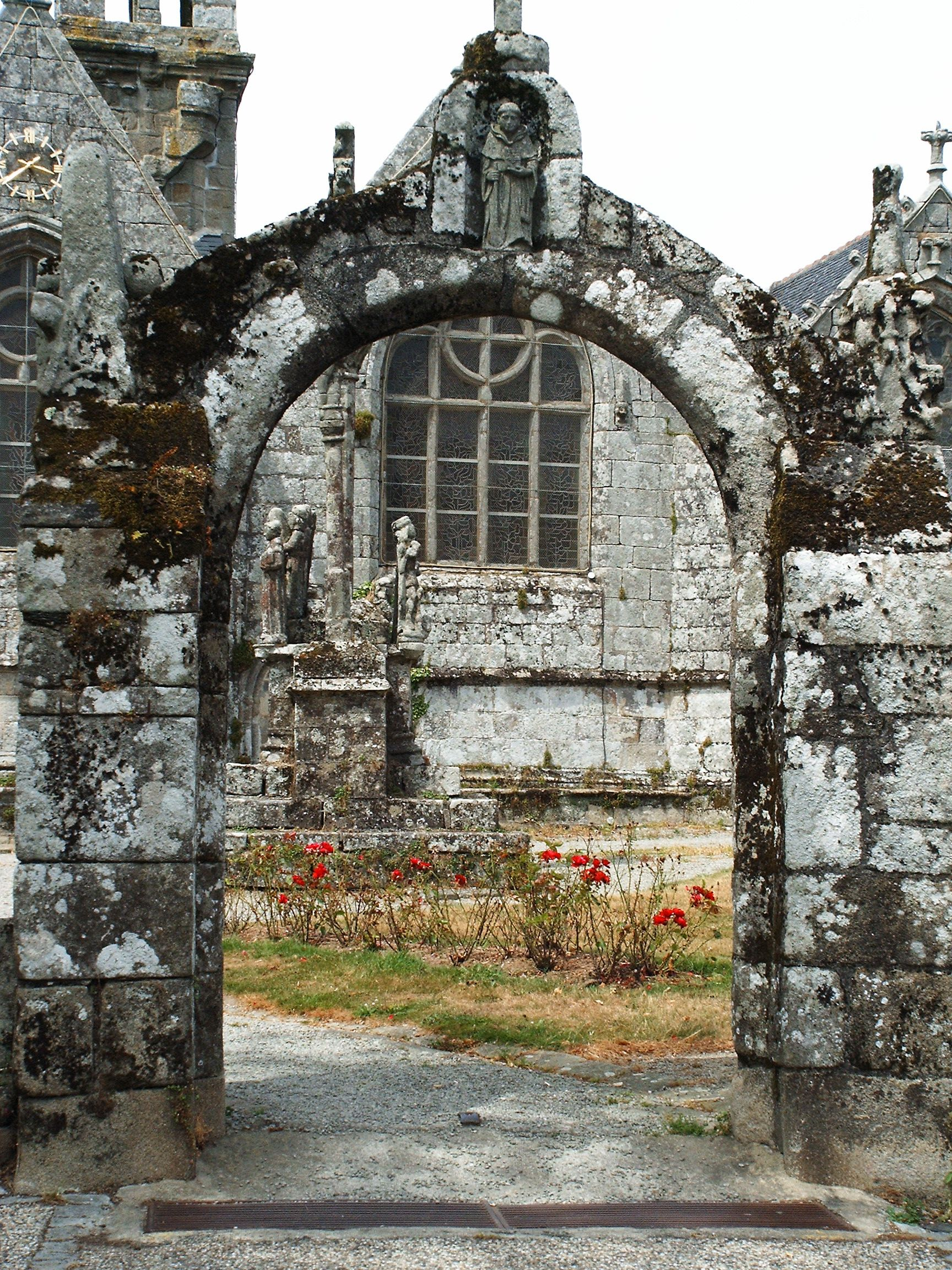
Guengat

- Argol
- Bodilis
- Brasparts
- Commana
- Guéhenno
- Guimiliau
- Landivisau
- Lampaul-Guimiliau
- La Martyre
- La Roche Maurice
- Pleyben
- Ploudiry
- Plougastel-Daoulas
- Plougonven
- Runan
- Saint-Suliac
- Saint-Thégonnec
- Sizun
- Villamée